# Luuk de Jong
Luuk de Jong (n. 27 august 1990, Aigle, cantonul Vaud, Elveția) este un fotbalist neerlandez liber de contract, care joacă pe post de atacant. Pe plan internațional, are prezențe la națională pentru Țările de Jos U19⁠(d) și Țările de Jos U21⁠(d).

## Statistici carieră

### Club
La 22 aprilie 2017.
| Club                        | Sezon         | Campionat | Campionat | Cupă    | Cupă   | Europa  | Europa | Altele  | Altele | Total   | Total  |
| Club                        | Sezon         | Meciuri   | Goluri    | Meciuri | Goluri | Meciuri | Goluri | Meciuri | Goluri | Meciuri | Goluri |
| --------------------------- | ------------- | --------- | --------- | ------- | ------ | ------- | ------ | ------- | ------ | ------- | ------ |
| De Graafschap               | 2008–09       | 14        | 2         | 2       | 0      | -       | -      | 3       | 1      | 19      | 3      |
| De Graafschap               | Total         | 14        | 2         | 2       | 0      | –       | –      | 3       | 1      | 19      | 3      |
| Twente                      | 2009–10       | 12        | 2         | 4       | 4      | 4       | 1      | 0       | 0      | 20      | 7      |
| Twente                      | 2010–11       | 32        | 12        | 5       | 3      | 11      | 4      | 1       | 1      | 49      | 20     |
| Twente                      | 2011–12       | 32        | 25        | 3       | 2      | 14      | 5      | 5       | 0      | 50      | 32     |
| Twente                      | Total         | 76        | 39        | 12      | 9      | 29      | 10     | 2       | 1      | 119     | 59     |
| Borussia Mönchengladbach    | 2012–13       | 23        | 6         | 1       | 0      | 7       | 2      | -       | -      | 31      | 8      |
| Borussia Mönchengladbach    | 2013–14       | 13        | 0         | 1       | 0      | -       | -      | -       | -      | 14      | 0      |
| Borussia Mönchengladbach    | Total         | 36        | 6         | 2       | 0      | 7       | 2      | -       | -      | 45      | 8      |
| Newcastle United (împrumut) | 2013–14       | 12        | 0         | 0       | 0      | -       | -      | -       | -      | 12      | 0      |
| PSV Eindhoven               | 2014–15       | 32        | 20        | 2       | 2      | 11      | 4      | -       | -      | 45      | 26     |
| PSV Eindhoven               | 2015–16       | 33        | 26        | 4       | 2      | 5       | 2      | 1       | 2      | 43      | 32     |
| PSV Eindhoven               | 2016–17       | 31        | 8         | 1       | 0      | 4       | 1      | 1       | 0      | 37      | 9      |
| PSV Eindhoven               | Total         | 97        | 54        | 7       | 4      | 20      | 7      | 2       | 2      | 126     | 67     |
| Total carieră               | Total carieră | 235       | 101       | 23      | 13     | 56      | 19     | 11      | 4      | 324     | 137    |

## Goluri internaționale
| #  | Data              | Venue                                        | Oponent           | Scor | Rezultat | Competiția                                           |
| -- | ----------------- | -------------------------------------------- | ----------------- | ---- | -------- | ---------------------------------------------------- |
| 1. | 6 septembrie 2011 | Stadionul Olimpic, Helsinki, Finlanda        | Finlanda          | 2–0  | 2–0      | Preliminariile Campionatului European de Fotbal 2012 |
| 2. | 25 martie 2016    | Amsterdam Arena, Amsterdam, Țările de Jos    | Franța            | 1–2  | 2–3      | Amical                                               |
| 3. | 27 mai 2016       | Aviva Stadium, Dublin, Irlanda               | Republica Irlanda | 1–0  | 1–1      | Amical                                               |
| 4. | 14 noiembrie 2017 | Arena Națională, București, Romania          | România           | 3–0  | 3–0      | Amical                                               |
| 5  | 10 octombrie 2019 | De Kuip, Rotterdam, Țările de Jos            | Irlanda de Nord   | 2–1  | 3–1      | Preliminariile Campionatului European de Fotbal 2020 |
| 6  | 24 martie 2021    | Atatürk Olympic Stadium, Istanbul, Turcia    | Turcia            | 2–3  | 2–4      | Preliminariile Campionatului Mondial de Fotbal 2022  |
| 7  | 27 martie 2021    | Johan Cruyff Arena, Amsterdam, Țările de Jos | Letonia           | 2–0  | 2–0      | Preliminariile Campionatului Mondial de Fotbal 2022  |
| 8  | 30 martie 2021    | Victoria Stadium, Gibraltar                  | Gibraltar         | 2–0  | 7–0      | Preliminariile Campionatului Mondial de Fotbal 2022  |

## Palmares

### Club
FC Twente
- Eredivisie: 2009–10
- KNVB Cup: 2010–11
- Johan Cruijff Shield: 2010, 2011

### Individual
- Golgheterul FC Twente (2): 2010–11, 2011–12
- Liderul la numărul de pase decisive pentru FC Twente (1): 2010–11